# 蓋爾切什蒂鄉
44°21′N 23°54′E / 44.350°N 23.900°E
蓋爾切什蒂鄉（羅馬尼亞語：Comuna Ghercești, Dolj），是羅馬尼亞的鄉份，位於該國西南部，由多爾日縣負責管轄，處於布加勒斯特以西170公里，每年平均降雨量988毫米，海拔高度186米，2007年人口1,695。